# Veľké Ripňany
Veľké Ripňany (deutsch Großrippen, ungarisch Nagyrépény – bis 1907 Nagyrippény) ist eine Gemeinde in der Mittelslowakei.
Der Ort wurde 1156 zum ersten Mal schriftlich als Ripin erwähnt.

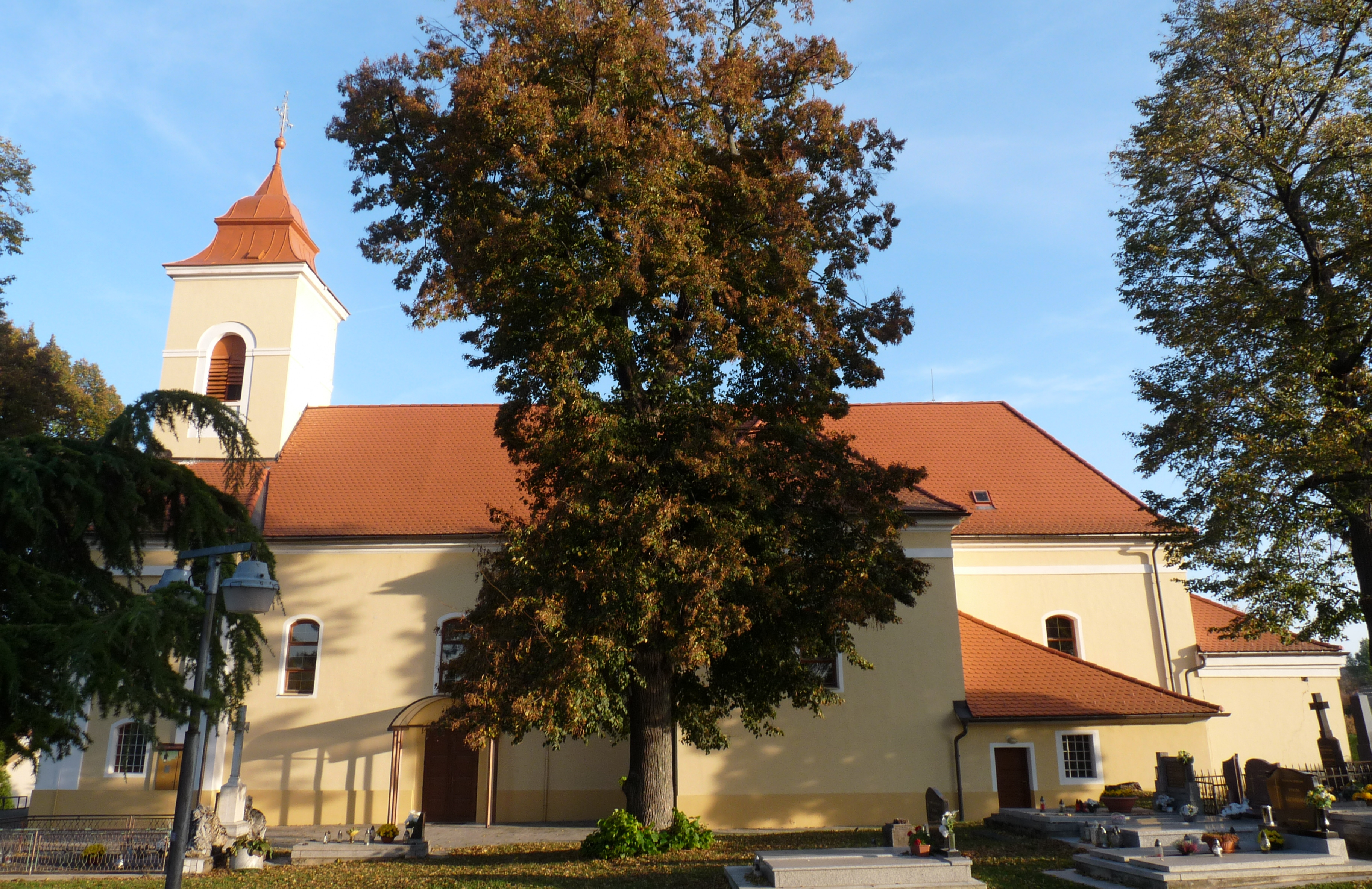
Johann Nepomuk Kirche

Zur Gemeinde gehören auch die Orte Malá Vieska (deutsch Klein-Vjeszka; 1882 eingemeindet, wird zum eigentlichen Ort gezählt) und Behynce (1976 eingemeindet; deutsch Behintz).

## Bevölkerung
| Jahr                | 1994 | 2004    | 2014    | 2024    |
| ------------------- | ---- | ------- | ------- | ------- |
| Anzahl der Personen | 2139 | 2127    | 2120    | 2094    |
| Unterschied         |      | −0,56 % | −0,32 % | −1,22 % |

| Jahr                | 2023 | 2024    |
| ------------------- | ---- | ------- |
| Anzahl der Personen | 2079 | 2094    |
| Unterschied         |      | +0,72 % |